# Усова, Майя Валентиновна
Ма́йя Валенти́новна У́сова (род. 22 мая 1964 года, Горький, РСФСР, СССР) — российская фигуристка, выступавшая в спортивных танцах на льду с мужем Александром Жулиным, с которым они чемпионы мира и Европы 1993 года. Кроме того, они — серебряные медалисты Олимпийских игр 1994 года и бронзовые — Олимпийских игр 1992. Тренировались у Натальи Ду́бовой.
Заслуженный мастер спорта СССР.

## Биография
На коньки встала в возрасте 8 лет в родном Горьком, в группе Ирины Васильевны Дружковой. Одним из первых крупных соревнований стала Зимняя Спартакиада народов СССР 1978 в Свердловске, где Усова в паре с Алексеем Баталовым заняла 18-е место среди юниоров. В пару с Александром Жулиным Майю поставила тренер Наталья Дубова в 1980 году. 24 мая 1986 года они с Александром поженились.
В советском спорте долгое время оставались на вторых, а то  и третьих ролях. Сначала за парами Климова / Пономаренко и Анненко / Сретенский, а позже боролись с Оксаной Грищук и Евгением Платовым. На международной арене, кроме перечисленных, соперничали с французами Дюшене. В 1992 году переехали для тренировок в США.
После Олимпиады 1992 года хотели закончить любительскую карьеру, но тренер уговорила их остаться до следующей Олимпиады, тем более что до неё оставалось два года, а не четыре, как обычно.  Триумфальным стал для дуэта 1993 год, когда они выиграли  чемпионаты Европы и мира. Однако в 1994 году перед Олимпиадой в Лиллехамере они проиграли чемпионат Европы вернувшимся на лёд Торвилл и Дину, а также пропустили вперёд Грищук и Платова. На Олимпиаде же стали вторыми после всё тех же Грищук и Платова.

### После спорта
После Олимпиады 1994 года Усова и Жулин ушли в профессиональное фигурное катание и выступали в различных шоу до середины 1998 года, хотя брак их распался значительно раньше.
С 1998 по 2002 год выступала в профессионалах с бывшим основным соперником Евгением Платовым. В профессионалах тренировала их Татьяна Тарасова. Эта пара выигрывала чемпионат мира среди профессионалов.
Кроме того, Майя работала вторым тренером у Тарасовой и сотрудничала со многими спортсменами, в том числе Алексеем Ягудиным, Галит Хайт и Сергеем Сахновским, Сидзукой Аракавой.
Затем некоторое время работала тренером в Мальборо, штат Нью-Джерси с совсем маленькими детьми. Позже, выйдя замуж, вернулась в Москву.
В 2006 году приняла участие в телешоу канала РТР «Танцы на льду» в паре с актёром Иваром Калныньшем, рано выбыв из программы в связи с травмой партнёра.
Сейчас работает тренером на катке в Одинцово, занимается с молодыми танцевальными дуэтами.
Является техническим специалистом ИСУ.

## Личная жизнь
В 2005 году приехала в качестве гостя на чемпионат мира в Москву, где познакомилась с Анатолием Орлецким  — доктором медицинских наук, профессором, ведущим хирургом отделения спортивной травмы ЦИТО, за которого позже вышла замуж. 5 августа 2010 года у них родилась дочь Анастасия.

## Награды
- Орден Дружбы народов (22 апреля 1994 года) —  За высокие спортивные достижения на XVII зимних Олимпийских играх 1994 года[6].

## Спортивные результаты

### в любителях
| Соревнования/Сезон      | 1984—85 | 1985—86 | 1986—87 | 1987—88 | 1988—89 | 1989—90 | 1990—91 | 1991—92 | 1992—93 | 1993—94 |
| ----------------------- | ------- | ------- | ------- | ------- | ------- | ------- | ------- | ------- | ------- | ------- |
| Зимние Олимпийские игры |         |         |         |         |         |         |         | 3       |         | 2       |
| Чемпионаты мира         |         |         |         |         | 2       | 3       | 3       | 2       | 1       |         |
| Чемпионаты Европы       |         |         |         | 4       | 2       | 2       | 3       | 2       | 1       | 3       |
| Чемпионаты СССР         |         | 3       | 3       | 3       | 3       | 3       | 1       |         |         |         |
| Зимние Универсиады      | 1       |         | 2       |         |         |         |         |         |         |         |
| Турниры «NHK Trophy»    |         |         |         |         | 2       |         | 1       | 1       | 1       |         |

### в профессионалах
(с Платовым)
| Соревнования/Сезон                  | 1998—99 | 1999—00 | 2000—01 |
| ----------------------------------- | ------- | ------- | ------- |
| Чемпионат мира среди профессионалов | 1       | 2       | 3       |
| Sears Figure Skating Open           | 1       |         |         |
| ESPN Pro Skating Championship       |         | 2       |         |
| Japan Open                          | 1       | 1       |         |
| Игры доброй воли                    |         | 2       |         |
| Ice Wars Baton Rouge                |         | 2       |         |
| Sears Canadian Open                 |         | 2       |         |